# Wolfgang Kaas
Wolfgang Kaas (døbt 10. april 1724 i Korsør – 15. april 1778 i København) var en dansk søofficer.
Han var af Mur-Kaasernes slægt og søn af kaptajnløjtnant i Marinen Ahasverus Kaas (15. november 1693 – 5. marts 1744) og Anne Birgitte f. Scheen (1696 – 17. maj 1765), blev født 1724 (døbt 10. april), blev sekondløjtnant i Marinen 1743, premierløjtnant 1746, viceekvipagemester ved Holmen 1749, virkelig ekvipagemester på Nyholm 1751, kaptajnløjtnant 1754, året efter interimshavnemester og medlem af Havnerådet samt medlem af Konstruktionskommissionen, 1758 kaptajn. Samme år overtog han som ældste ekvipagemester opsynet med Dokken; 1762 og 1763 var han udkommanderet med linjeskibe; 1765 fik han tilsyn med havnens opmudringsvæsen og blev medlem af en kommission angående Tøjhusets adskillelse fra Landetaten. 1767 avancerede han til kommandørkaptajn og ansattes året efter i den vigtige stilling som Holmens chef. Efter hans fætter, schoutbynacht Frederik Christian Kaas' uheldige ekspedition til Algier foranledigede Struensee ham afsat fra denne post, fordi han havde været forsømmelig med udrustningen af de medgivne bombarderfartøjer.
1774 og 1775 bestyrede Kaas, som 1769 var blevet kommandør, derefter som interimschef værftet ved Frederiksværn, men da hans modstander gehejmeråd og admiral Hans Henrik Rømeling 1775 var død, og Kaas' stedfortræder, kontreadmiral Frederik Reiersen, var blevet afskediget, blev Kaas på ny udnævnt til Holmens chef 1776, hvilken stilling han med dygtighed vedblev at beklæde til sin død, 15. april 1778. Året forinden var han blevet forfremmet til kontreadmiral.
Kaas var gift 2 gange: 1. gang (1753) med Anne Marie f. Larsen (1734 – april 1760); 2. (1761) med Frederikke Amalie f. Hagen (1743 – februar 1831), datter af apoteker i København Bernhard Hagen (1696-1747) og Anne Margrethe f. Cøllner (1714-1748).
Han er begravet i Holmens Kirke. Der findes et portrætmaleri på Frederiksborgmuseet.